# Abi Tucker
Abi Tucker (1973. január 22. –) ausztrál színésznő, énekesnő és dalszövegíró.
Legismertebb szerepeit a Szívtipró gimi-ben és a Titkos életünk-ben játszotta. Az Új arcok című tévéműsor ausztrál változatának egyik versenyzőjeként vált népszerűvé az 1990-es évek elején, majd nem sokkal később szerepet kapott az ausztrál sorozat, a Szívtipró gimi –  The Heartbreak Kid című film spin-off-jában. Színészi közreműködéseinek köszönhetően hamar ismertté vált, lehetősége volt világ-énekesi karrierbe kezdeni, ahol olyan sztárokkal dolgozhatott együtt, mint Kylie Minogue, Jason Donovan, és még sokan mások, és egyike lett volna az olyan másolatoknak, mint Laura Vasquez, Natalie Imbruglia és Tammin Sursok. Valójában mind a Szívtipró gimi, mind későbbi szerepe a Titkos életünkben esélyt adott Abi-nek, hogy a sorozatokban is énekelhessen, ne csak azok spin-off CD-in megjelenő kimaradt dalaiban.

## Zene
Akárhogy is, ellentétben Kylie-val, Abi nem adott ki nagylemezt az Egyesült Királyságban vagy Észak Amerikában egészen 2003-ig, mikor kiadták Dreamworld című debütáló albumát. Nem egy zenész félt kísérletezni a hangjával, kipróbálta magát a keményebb rock stílusban is, megalakított egy rövid életű együttest, a Bully-t a 90-es évek vége felé, amíg az Egyesült Királyságban élt. Abi Sydney-ben nagyon jól ismert, mint élőben fellépő zenei előadó, mialatt dalai feltűntek a Titkos életünk albumán, valamint az Angst című mozifilmben (melyben May szerepét játszotta). Háttérénekesként is közreműködött David McCormack első szólólemeze, a Candy néhány dalában 2002-ben. Abi feltűnt a 2006-os Edinburgh-i Rojtfesztiválon bemutatott Reggeli Johnny Wilkinsonnal című alkotásban. 2007-ben csatlakozott a népszerű vidéki drámasorozat, a McLeod lányai stábjához. Abi Grace Kingston McLeod-ot játszotta.

## Filmográfia
| Év        | Cím                   | Eredeti cím           | Szerep                |
| --------- | --------------------- | --------------------- | --------------------- |
| 1994–1999 | Szívtipró gimi        | Heartbreak High       | Jodie Cooper          |
| 2000      | Egy mihaszna nagymenő | The Wog Boy           | Annie O'Brien         |
| 2001      | Titkos életünk        | The Secret Life of Us | Miranda Lang          |
| 2008      | McLeod lányai         | McLeod's Daughters    | Grace Kingston McLeod |